# Lucy-le-Bocage
Lucy-le-Bocage és un municipi francès situat al departament de l'Aisne i a la regió dels Alts de França. L'any 2007 tenia 176 habitants.

## Demografia

### Població
El 2007 la població de fet de Lucy-le-Bocage era de 176 persones. Hi havia 76 famílies de les quals 24 eren unipersonals (4 homes vivint sols i 20 dones vivint soles), 24 parelles sense fills, 24 parelles amb fills i 4 famílies monoparentals amb fills.
La població ha evolucionat segons el següent gràfic:
Habitants censats

### Habitatges
El 2007 hi havia 83 habitatges, 75 eren l'habitatge principal de la família, 2 eren segones residències i 5 estaven desocupats. Tots els 81 habitatges eren cases. Dels 75 habitatges principals, 64 estaven ocupats pels seus propietaris, 7 estaven llogats i ocupats pels llogaters i 4 estaven cedits a títol gratuït; 2 tenien una cambra, 2 en tenien dues, 15 en tenien tres, 12 en tenien quatre i 44 en tenien cinc o més. 59 habitatges disposaven pel capbaix d'una plaça de pàrquing. A 33 habitatges hi havia un automòbil i a 34 n'hi havia dos o més.

### Piràmide de població
La piràmide de població per edats i sexe el 2009 era:
| Homes | Edats   | Dones |
| ----- | ------- | ----- |
| 0     | 95 o +  | 0     |
| 0     | 90 a 94 | 0     |
| 0     | 85 a 89 | 0     |
| 0     | 80 a 84 | 0     |
| 4     | 75 a 79 | 8     |
| 0     | 70 a 74 | 8     |
| 8     | 65 a 69 | 0     |
| 4     | 60 a 64 | 8     |
| 4     | 55 a 59 | 4     |
| 4     | 50 a 54 | 4     |
| 8     | 45 a 49 | 4     |
| 0     | 40 a 44 | 8     |
| 12    | 35 a 39 | 8     |
| 12    | 30 a 34 | 8     |
| 4     | 25 a 29 | 4     |
| 12    | 20 a 24 | 0     |
| 16    | 15 a 19 | 0     |
| 0     | 10 a 14 | 4     |
| 12    | 5 a 9   | 4     |
| 8     | 0 a 4   | 4     |

## Economia
El 2007 la població en edat de treballar era de 108 persones, 85 eren actives i 23 eren inactives. De les 85 persones actives 82 estaven ocupades (45 homes i 37 dones) i 3 estaven aturades (2 homes i 1 dona). De les 23 persones inactives 10 estaven jubilades, 4 estaven estudiant i 9 estaven classificades com a «altres inactius».

### Ingressos
El 2009 a Lucy-le-Bocage hi havia 71 unitats fiscals que integraven 173,5 persones, la mediana anual d'ingressos fiscals per persona era de 19.345 €.

### Activitats econòmiques
Dels 5 establiments que hi havia el 2007, 1 era d'una empresa alimentària, 1 d'una empresa de construcció, 2 d'empreses de transport i 1 d'una empresa d'hostatgeria i restauració.
L'únic servei als particulars que hi havia el 2009 era un electricista.
L'any 2000 a Lucy-le-Bocage hi havia 8 explotacions agrícoles que ocupaven un total de 420 hectàrees.

## Poblacions més properes
El següent diagrama mostra les poblacions més properes.